# Панджарлар-Кая
Панджарлар-Кая (з кримсько-татарського «скеля з пазурами» — можливо по гребенях, що простягнувся віялоподібно по північному схилу) — горбата гора з скельними урвищами, південно-західне продовження гори Деламет-Кая, через глибоку сідловину Ачик-Капу, за 1,5 км на північний захід від села Сонячна Долина (Судацька міськрада).